# Edgewood (Nou Mèxic)
Edgewood és una població dels Estats Units a l'estat de Nou Mèxic. Segons el cens del 2000 tenia 1.893 habitants.

## Demografia
Segons el cens del 2000, Edgewood tenia 1.893 habitants, 676 habitatges, i 529 famílies. La densitat de població era de 83,9 habitants per km².
Dels 676 habitatges en un 44,1% hi vivien nens de menys de 18 anys, en un 63,9% hi vivien parelles casades, en un 10,1% dones solteres, i en un 21,6% no eren unitats familiars. En el 18% dels habitatges hi vivien persones soles el 4,4% de les quals corresponia a persones de 65 anys o més que vivien soles. El nombre mitjà de persones vivint en cada habitatge era de 2,8 i el nombre mitjà de persones que vivien en cada família era de 3,18.
Per edats la població es repartia de la següent manera: un 32,9% tenia menys de 18 anys, un 5,3% entre 18 i 24, un 31% entre 25 i 44, un 24,4% de 45 a 60 i un 6,4% 65 anys o més.
L'edat mediana era de 36 anys. Per cada 100 dones de 18 o més anys hi havia 94,3 homes.
La renda mediana per habitatge era de 42.500 $ i la renda mediana per família de 45.952 $. Els homes tenien una renda mediana de 33.365 $ mentre que les dones 24.135 $. La renda per capita de la població era de 18.146 $. Aproximadament el 8,4% de les famílies i el 10,9% de la població estaven per davall del llindar de pobresa.

## Poblacions properes
El següent diagrama mostra les poblacions més properes.